# 普雷德拉格·米亚托维奇
普雷德拉格·米亚托维奇（Predrag "Peđa" Mijatović，1969年1月19日—），黑山前足球運動員，司職中鋒。

## 生平
米積杜域是1990年代南斯拉夫最優秀的球員之一，以優秀球技聞名。他早年是在一些南斯拉夫小型球會打起，至1993年轉投西班牙球會瓦倫西亞。打了三季後，於1996年投效皇家馬德里。許多皇馬球迷都清楚米積杜域曾於1998年歐洲聯賽冠軍杯決賽對意甲的祖雲達斯時，他取得了全場唯一的入球，助皇馬贏得自1966年以後，另一個歐冠杯獎牌。
國家隊方面他則代表過國家隊出戰1998年世界杯和2000年歐洲國家杯。由於國家連年內戰，南斯拉夫無法參與多項大型賽事，包括1992年和1996年歐洲國家杯，以及1994年世界杯。而米積杜域也就未有機會在國際賽大顯身手。
1999年他轉投意甲的費倫天拿，惟表現已不如以往，至2002年費倫天拿因破產而被罰降級後，米積杜域重返西班牙效力小型球會利雲特，一季後退役。
2006年至2009年間，他是西甲豪門皇家馬德里的體育總監，期間一系列的轉會操作惹來爭議。